# Rocca di Cambio
Rocca di Cambio est une commune de la province de L'Aquila, dans la région Abruzzes, en Italie.

## Administration
| Période                                  | Période  | Identité     | Étiquette | Qualité |
| ---------------------------------------- | -------- | ------------ | --------- | ------- |
| 14 juin 2004                             | En cours | Antonio Pace |           |         |
| Les données manquantes sont à compléter. |          |              |           |         |

### Communes limitrophes
L'Aquila, Lucoli, Ocre, Rocca di Mezzo.

## Culture

### Cinéma
À Rocca di Cambio a été tournée la première partie du film Le Retour de don Camillo, dans lequel la ville s'apppelle Montenara. En souvenir de l'épisode, une plaque commémorative a été placée en 2007 sur l'escalier menant à la collégiale de San Pietro, l'un des principaux lieux de tournage.